# Metsapoole
Metsapoole är en ort i Estland. Den ligger i Häädemeeste kommun och landskapet Pärnumaa, i den sydvästra delen av landet, 170 km söder om huvudstaden Tallinn. Metsapoole ligger 12 meter över havet och antalet invånare är 150.
Terrängen runt Metsapoole är platt. Havet är nära Metsapoole åt nordväst. Runt Metsapoole är det mycket glesbefolkat, med 4 invånare per kvadratkilometer. Närmaste större samhälle är Treimani, 2,2 km nordväst om Metsapoole. I omgivningarna runt Metsapoole växer i huvudsak blandskog.